# Gnomidolon galileoae
Gnomidolon galileoae es una especie de escarabajo longicornio del género Gnomidolon, categorizada en la tribu Hexoplonini, de la subfamilia Cerambycinae. Fue descrita por Audureau en 2015.

## Descripción
Mide 10,5 mm de longitud.

## Distribución
Se distribuye por Perú.